# Ecnomina spinosa
Ecnomina spinosa är en nattsländeart som beskrevs av Kimmins in Mosely och Douglas E. Kimmins 1953. Ecnomina spinosa ingår i släktet Ecnomina och familjen trattnattsländor. Inga underarter finns listade i Catalogue of Life.